# John Healey (homme politique)
John Healey, né le 13 février 1960 à Wakefield, est un homme politique britannique qui occupe le poste de secrétaire d'État à la Défense depuis juillet 2024.
Membre du Parti travailliste, il est député de Rawmarsh et Conisbrough, anciennement Wentworth et Wentworth et Dearne depuis 1997.
Healey sert sous Tony Blair comme sous-secrétaire d'État parlementaire chargé des compétences des adultes de 1997 à 2001, comme secrétaire économique au Trésor de 2002 à 2005, secrétaire financier du Trésor de 2005 à 2007 et sous Gordon Brown comme ministre d'État pour Gouvernement local de 2007 à 2009 et ministre d'État chargé du logement et de la planification de 2009 à 2010.
Après les élections générales de 2010, il est élu au cabinet fantôme et nommé secrétaire d'État fantôme à la Santé par Ed Miliband. Il démissionne de son poste en octobre 2011 et est remplacé par Andy Burnham. Il est également secrétaire d'État fantôme au logement de 2016 à 2020 sous Jeremy Corbyn, et travaille aux côtés d'Andrew Gwynne, secrétaire d'État fantôme chargé des communautés et des gouvernements locaux.

## Jeunesse et carrière
John Healey est né le 13 février 1960 à Wakefield, fils d'Aidan Healey. Il fait ses études à la Lady Lumley's School de Pickering avant de fréquenter l'école indépendante St Peter's de York. Il étudie les sciences sociales et politiques au Christ's College de Cambridge où il obtient un BA en 1982.
Il travaille comme journaliste et rédacteur en chef adjoint de The House, le magazine interne du Palais de Westminster, pendant un an en 1983. En 1984, il devient militant à plein temps pour les droits des personnes handicapées pour plusieurs organisations caritatives nationales.
Healey rejoint Issues Communications en 1990 en tant que directeur de campagne avant de devenir responsable des communications du syndicat Manufacturing, Science and Finance en 1992. Il est nommé directeur de campagne du Congrès des syndicats en 1994, fonction qu'il occupe jusqu'à son élection à la Chambre des communes. Il est également tuteur à l'Open University Business School.

## Carrière parlementaire
Il se présente comme candidat pour Ryedale aux élections générales de 1992, où il termine troisième avec 13,8 % des voix derrière le député conservateur sortant John Greenway et la libérale-démocrate Elizabeth Shields,.

### Au gouvernement (1997-2010)
Aux élections générales de 1997, Healey est le candidat du Parti travailliste pour Wentworth, devenu disponible après le départ à la retraite du député travailliste Peter Hardy. Healey est élu au Parlement avec 72,3 % des voix et une majorité de 23 959 voix.
Healey est membre du comité spécial de l'éducation et de l'emploi de 1997 jusqu'à ce qu'il devienne secrétaire parlementaire privé du chancelier de l'Échiquier Gordon Brown en 1999.
Aux élections générales de 2001, Healey est réélu député de Wentworth avec une part des voix diminuée de 67,5 % et une majorité diminuée de 16 449 voix. À la suite de l'élection, il est nommé sous-secrétaire d'État parlementaire chargé des compétences des adultes au ministère de l'Éducation et des Compétences.
Aux élections générales de 2005, il est de nouveau réélu avec une part des voix diminuée de 59,6 % et une majorité diminuée de 15 056 voix.
Le 29 juin 2007, Healey est transféré au ministère des Communautés et du Gouvernement local à la suite d'un remaniement gouvernemental. Lors d'un remaniement ministériel le 5 juin 2009, il est nommé ministre d'État chargé du logement et de la planification, en remplacement de Margaret Beckett qui avait démissionné.

### Dans l'opposition (2010-2024)
Aux élections générales de 2010, Healey est élu au Parlement dans la circonscription nouvellement créée de Wentworth et Dearne avec 50,6 % des voix et une majorité de 13 920 voix,.
Healey arrive deuxième lors de l'élection du cabinet fantôme en 2010 et est nommé secrétaire d'État fantôme à la Santé. Il démissionne de ce poste en 2011 afin de passer plus de temps avec sa famille.
Aux élections générales de 2015, Healey est réélu député de Wentworth et Dearne avec une part des voix augmentée de 56,3 % et une majorité diminuée de 13 838 voix.
En 2015, trois députés travaillistes de Rotherham, Kevin Barron, Sarah Champion et Healey, lancent une action en justice pour diffamation contre la députée européenne de l'UKIP Jane Collins après que Collins ait faussement allégué dans un discours à la conférence de l'UKIP que les trois députés étaient au courant de l'Affaire des viols collectifs de Rotherham mais ne sont pas intervenus. En février 2017, les députés ont reçu chacun 54 000 £ de dommages et intérêts.
À la suite de l'élection de Jeremy Corbyn à la tête du Parti travailliste, Healey est nommé ministre fantôme du Logement. Il soutient Owen Smith dans la tentative ratée de remplacer Jeremy Corbyn lors des élections à la direction du Parti travailliste de 2016.À la suite de l'élection à la direction, Healey est nommé secrétaire d'État fantôme au logement en octobre 2016.
Lors des élections générales anticipées de 2017, Healey est de nouveau réélu, avec une part des voix accrue de 65 % et une majorité de 14 803 voix. Il est réélu aux élections générales de 2019, avec une part des voix diminuée de 40,3 % et une majorité  de 2 165 voix.
À la suite de l'élection de Keir Starmer à la tête du parti travailliste, Healey est nommé secrétaire d'État fantôme à la Défense en 2020.
En tant que secrétaire d'État fantôme à la Défense, Healey souligne à plusieurs reprises son soutien à l'Ukraine dans la guerre russo-ukrainienne depuis l'invasion russe en 2022, approuve le soutien du Royaume-Uni à l'Ukraine et s'engage à le maintenir dans tout futur gouvernement travailliste,,. En mai 2024, Healey se rend à Kiev avec le Secrétaire d'État des Affaires étrangères du cabinet fantôme David Lammy et rencontre le chef du bureau du président Andryi Yermak et le ministre de la Défense Roustem Oumierov.
Healey plaide en faveur d'une augmentation des dépenses militaires britanniques avec une force armée plus grande, d'une coopération et d'un leadership plus étroits avec l'OTAN et les pays européens sur les questions de sécurité et de défense, et en faveur d'un « pacte global de défense et de sécurité entre le Royaume-Uni et l'Allemagne »,.
En avril 2024, Healey s'engage à augmenter les dépenses de défense britanniques à 2,5 % du PIB britannique d'ici 2030 et à commander un examen stratégique des menaces qui pèsent sur la Grande-Bretagne et ses capacités.
Healey vote en faveur de la participation britannique à la guerre en Irak de 2003,. En 2024, il déclare que la décision d’entrer en guerre « n’était pas judicieuse à l’époque » et reconnait que la leçon est qu’une intervention militaire ne peut pas aboutir sans un suivi diplomatique, économique et sécuritaire suffisant.

### Retour au gouvernement (2024-présent)
Après la victoire du Labour aux élections générales de 2024, Healey revient au gouvernement et est nommé secrétaire d'État à la Défense par Starmer le 5 juillet.